# 絹の靴下 (曲)
「絹の靴下」（きぬのくつした）は、1973年6月15日に発売された夏木マリの再デビューシングル。

## 解説
1971年に清純派アイドルの中島淳子としてデビューしたが人気を得ることはできず、夏木マリとして改名し、セクシー歌手の路線を目指した再デビューシングルである。妖艶な雰囲気で衝撃を与え、人気歌手の仲間入りを果たす。
しかし、この曲のヒットで増えた仕事の疲れの果ての低色素性貧血で入院を余儀なくされるなどの苦い経験も味わうこととなった。
本曲の作詞は幅広い曲を様々な歌手に提供し、昭和を代表する作詞家の阿久悠で、作曲は「手紙」、「他人の関係」などを、編曲では「雨の御堂筋」、「初恋のひと」などを手がけた川口真が務める。

### 収録曲
- 両楽曲共に、作詞：阿久悠／作曲・編曲：川口真

1. 絹の靴下（2分23秒）
2. 媚薬（2分26秒）

## 岡本夏生によるカヴァー
タレントの岡本夏生が本曲を1991年にカヴァーしており、同年11月21日に自身の3枚目のシングルとして日本クラウンから発売された。ジャケット写真はおおくぼひさこが撮影したものである。
カップリングの「オアシスでお眠り」共に、同日発売のベスト・アルバム『絹の靴下/岡本夏生ベスト・セレクション』に収録されている。

### 収録曲（岡本夏生盤）
全編曲：塩塚博
1. 絹の靴下
作詞：阿久悠／作曲：川口真
2. オアシスでお眠り
作詞：吉元由美／作曲：塩塚博
3. 絹の靴下（オリジナル・カラオケ）
4. オアシスでお眠り（オリジナル・カラオケ）